# Farcașa (okręg Bacău)
Farcașa – wieś w Rumunii, w okręgu Bacău, w gminie Răchitoasa. W 2011 roku liczyła 108 mieszkańców.